# Montero (Call Me by Your Name)
Montero (Call Me by Your Name) è un singolo del rapper statunitense Lil Nas X, pubblicato il 26 marzo 2021 come primo estratto dal primo album in studio Montero.

## Pubblicazione
L'artista ha anticipato il brano durante il 2020 pubblicando diversi snippet attraverso i suoi canali social. Nel febbraio 2021 è stato scelto come colonna sonora di uno spot televisivo della Logitech trasmesso durante il Super Bowl LV, mentre nel mese successivo Lil Nas X l'ha utilizzato in un video su TikTok dove rispondeva ad un commento omofobo mosso dal rapper 6ix9ine. Il 9 marzo 2021 è stata svelata la data di pubblicazione assieme alla copertina, la quale è una rielaborazione della Creazione di Adamo di Michelangelo Buonarroti.
Il titolo della canzone proviene dal nome di battesimo del cantante, mentre il sottotitolo è preso dal film di Luca Guadagnino Chiamami col tuo nome (2017).

## Descrizione
Montero (Call Me by Your Name) è stato descritto come un brano elettropop e hip hop, contenente elementi e influenze di flamenco, reggaeton e trap.

## Video musicale
Il video musicale, reso disponibile in concomitanza con l'uscita del brano, è stato diretto dallo stesso interprete con Tanja Muïn'o. La clip ha trionfato in tre categorie su cinque candidature agli MTV Video Music Awards 2021, di cui una come video dell'anno.

## Tracce
Testi e musiche di Montero Hill, David Biral, Denzel Baptiste, Omer Fedi e Roy Lenzo.
Download digitale, streaming – 1ª versione
1. Montero (Call Me by Your Name) – 2:17

Download digitale, streaming – 2ª versione
1. Montero (Call Me by Your Name) – 2:17
2. Montero (Call Me by Your Name) (Satan's Extended Version) – 2:50

Download digitale, streaming – 3ª versione
1. Montero (Call Me by Your Name) – 2:17
2. Montero (Call Me by Your Name) (Satan's Extended Version) – 2:50
3. Montero (Call Me by Your Name) (but Lil Nas X Is Silent the Entire Time) – 2:48

Download digitale, streaming – EP
1. Montero (Call Me by Your Name) – 2:17
2. Montero (Call Me by Your Name) (but Lil Nas X Makes All the Sounds with his Mouth) – 2:20
3. Montero (Call Me by Your Name) (Satan's Extended Version) – 2:50
4. Montero (Call Me by Your Name) (but Lil Nas X Is Silent the Entire Time) – 2:48

## Formazione
- Lil Nas X – voce
- David Biral – cori, produzione
- Denzel Baptiste – cori, produzione, registrazione
- Omer Fedi – chitarra, produzione
- Roy Lenzo – produzione, registrazione
- Șerban Ghenea – missaggio

## Successo commerciale
Secondo l'International Federation of the Phonographic Industry Montero (Call Me by Your Name) è risultato il 9º brano più venduto a livello globale nel corso del 2021 con un totale di 1,60 miliardi di stream equivalenti accumulati.
In madrepatria il singolo ha fatto il suo esordio al vertice della Billboard Hot 100, segnando la seconda numero uno del rapper e divenendo il suo debutto in cima alla classifica. Nel corso della settimana ha totalizzato 46,9 milioni di stream, portando Lil Nas X al primo posto della Streaming Songs per la seconda volta; nella Digital Songs ha invece debuttato alla numero 2 dopo aver ricevuto 21 000 download digitali. Infine ha raggiunto 1,1 milioni di ascoltatori via radio. Nella sua seconda settimana è sceso di una posizione, registrando un incremento negli ascolti radiofonici (189% a 3,2 milioni) e un calo nelle vendite (31% a 14 500) e negli stream (19% a 38,1 milioni). Ha mantenuto la numero 2 anche durante la sua terza settimana, salendo in contemporanea alla vetta della Digital Songs con 19 500 copie.
Nella Official Singles Chart britannica Montero (Call Me by Your Name) ha esordito in vetta alla classifica con 6,8 milioni di stream totalizzati, di cui 2,5 provenienti dalle riproduzioni del video, regalando al rapper la sua seconda numero uno. Ha poi mantenuto la stessa posizione durante la sua seconda settimana, segnando un incremento nelle vendite del 36,6% e portandole così ad un totale di 62 065 unità. Medesimo risultato eguagliato anche nella classifica irlandese, con un debutto in prima posizione.
Nella classifica australiana, dopo aver debuttato al 16º posto, la canzone è divenuta la seconda numero uno di Lil Nas X, arrivando in vetta nella pubblicazione datata al 26 aprile 2021.

## Classifiche

### Classifiche settimanali
| Classifica (2021-23)  | Posizione massima |
| --------------------- | ----------------- |
| Argentina             | 51                |
| Australia             | 1                 |
| Austria               | 1                 |
| Belgio (Fiandre)      | 2                 |
| Belgio (Vallonia)     | 2                 |
| Bielorussia           | 36                |
| Brasile               | 9                 |
| Bulgaria              | 1                 |
| Canada                | 1                 |
| Colombia              | 12                |
| Costa Rica            | 5                 |
| Croazia               | 8                 |
| Danimarca             | 2                 |
| Finlandia             | 1                 |
| Francia               | 1                 |
| Germania              | 2                 |
| Grecia                | 1                 |
| India                 | 1                 |
| Irlanda               | 1                 |
| Islanda               | 4                 |
| Italia                | 10                |
| Libano                | 1                 |
| Lituania              | 1                 |
| Malaysia              | 10                |
| Moldavia              | 35                |
| Norvegia              | 1                 |
| Nuova Zelanda         | 2                 |
| Paesi Bassi           | 2                 |
| Perù                  | 22                |
| Polonia               | 30                |
| Portogallo            | 1                 |
| Regno Unito           | 1                 |
| Repubblica Ceca       | 1                 |
| Repubblica Dominicana | 46                |
| Romania               | 12                |
| Russia                | 2                 |
| Singapore             | 3                 |
| Slovacchia            | 1                 |
| Spagna                | 5                 |
| Stati Uniti           | 1                 |
| Sudafrica             | 6                 |
| Svezia                | 4                 |
| Svizzera              | 2                 |
| Ucraina               | 161               |
| Ungheria              | 1                 |

### Classifiche di fine anno
| Classifica (2021) | Posizione |
| ----------------- | --------- |
| Australia         | 11        |
| Austria           | 8         |
| Belgio (Fiandre)  | 18        |
| Belgio (Vallonia) | 4         |
| Brasile           | 42        |
| Canada            | 5         |
| Croazia           | 56        |
| Danimarca         | 18        |
| Finlandia         | 10        |
| Francia           | 5         |
| Germania          | 13        |
| India             | 5         |
| Irlanda           | 8         |
| Islanda           | 21        |
| Italia            | 47        |
| Norvegia          | 11        |
| Nuova Zelanda     | 15        |
| Paesi Bassi       | 11        |
| Portogallo        | 1         |
| Regno Unito       | 5         |
| Russia            | 21        |
| Spagna            | 39        |
| Stati Uniti       | 9         |
| Svezia            | 29        |
| Svizzera          | 5         |
| Ungheria          | 4         |
| Classifica (2022) | Posizione |
| Australia         | 94        |
| Belgio (Vallonia) | 184       |
| Francia           | 186       |
| Russia            | 164       |
| Classifica (2023) | Posizione |
| Bielorussia       | 160       |
| Moldavia          | 108       |

## Date di pubblicazione
| Paese                 | Data           | Formato                      | Versione    | Etichetta  | Nota    |
| --------------------- | -------------- | ---------------------------- | ----------- | ---------- | ------- |
| Mondo                 | 26 marzo 2021  | Download digitale, streaming | Originale   | Columbia   | [ 96 ]  |
| Mondo                 | 29 marzo 2021  | Download digitale, streaming | 2ª versione | Columbia   | [ 97 ]  |
| Svezia                | 29 marzo 2021  | Contemporary hit radio       | Originale   | Columbia   | [ 98 ]  |
| Stati Uniti d'America | 30 marzo 2021  | Rhythmic contemporary        | Originale   | Columbia   | [ 99 ]  |
| Mondo                 | 31 marzo 2021  | Download digitale, streaming | 3ª versione | Columbia   | [ 100 ] |
| Italia                | 2 aprile 2021  | Contemporary hit radio       | Originale   | Sony Italy | [ 101 ] |
| Stati Uniti d'America | 6 aprile 2021  | Contemporary hit radio       | Originale   | Columbia   | [ 102 ] |
| Mondo                 | 28 aprile 2021 | Download digitale, streaming | EP          | Columbia   | [ 103 ] |